# Manolete (film, 2008)
Pour l’article homonyme, voir Manolete.
Pour plus de détails, voir Fiche technique et Distribution.
Manolete est un film hispano-britannico-américano-allemand réalisé par Menno Meyjes, sorti en salles en 2008.

## Synopsis
« Manolete » (Manuel Laureano Rodriguez Sanchez) est, dans les années 1940, le plus célèbre des toreros espagnols. Célèbre mais introverti et simple, il partage sa vie entre les dangereuses arènes et les hôtels. Tout change lorsqu'il rencontre Lupe Sino, jeune comédienne dont il va tomber amoureux. L'histoire passionnée qu'ils vont vivre ne plaira pas à tous. Le film raconte le dernier jour du matador ainsi que les quelques mois de sa relation avec Lupe Sino.

## Fiche technique
- Titre : Manolete
- Réalisation : Menno Meyjes
- Scénario : Menno Meyjes
- Musique : Dan Jones et Gabriel Yared
- Photographie : Robert D. Yeoman
- Montage : Sylvie Landra
- Production : Andrés Vicente Gómez
- Société de production : Iberoamericana Films Producción, Future Films, Manolete Productions, Quinta Communications, Pierce/Williams Entertainment, e-m-s new media, Trivisión, TVE, Canal+ España, Lolafilms et Sequence Film
- Société de distribution : Quinta Communications (France)
- Pays :  Espagne,  Royaume-Uni,  France,  États-Unis et  Allemagne
- Genre : biopic, drame et romance
- Durée : 92 minutes
- Dates de sortie
  - Canada : 6 septembre 2008 (Festival international du film de Toronto)
  - France : 31 mars 2010

## Distribution
- Adrien Brody (VF : Adrien Antoine) : Manolete
- Penélope Cruz (VF : Olivia Dalric) : Lupe Sino
- Santiago Segura (VF : Bernard Bollet et Marc Cassot) : Guillermo
- Juan Echanove (VF : Pierre Forest) : Pepe Camará
- Nacho Aldeguer (VF : Pascal Nowak) : Luis Miguel Dominguín
- Ann Mitchell : Doña Angustias
- Josep Linuesa : Enrique de Ahumada
- Nacho Aldeguer : Luis Miguel Dominguín

Version française selon le carton de doublage français au cinéma.